# Каликов, Аманжол Каликович
Аманжол Каликович Каликов (каз. Аманжол Қалықұлы Қалықов; 22 августа 1921, аул Каражал, Акмолинский уезд, Омская губерния, РСФСР — 12 января 2018) — казахский советский общественно-политический деятель. Председатель Комиссии партийного контроля при ЦК Компартии Казахстана. Депутат Верховного Совета Казахской ССР (1970—1987). Почётный гражданин Акмолинской области (2010).

## Биография
Родился 22 августа 1921 года в ауле Каражал Акмолинского уезда Омской губернии (ныне — Ерейментауский район Акмолинской области Казахстана). Происходит из рода уак.
С восьми лет — сирота, воспитывался в Благодатенском детском доме. После окончания семи классов продолжил учёбу на рабфаке при Казахском педагогическом институте в Алма-Ате. Затем поступил в Казахский горно-металлургический институт. Учёбу прервала война.
Участник Великой Отечественной войны. Получив военное образование в Московском артиллерийском училище им. Красина, стал офицером, прошёл войну от начала и до победного конца. Командовал взводом, батареей, служил начальником штаба дивизиона 1-й гвардейской артиллерийской Краснознаменной Керченской ордена Богдана Хмельницкого бригаде Резерва Главного командования. Сражался на Северо-Западном, Северо-Кавказском фронтах, участвовал в обороне Москвы, в операции по форсированию Керченского пролива, битве за Кавказ (1942—1943), крымской наступательной операции, штурме Севастополя. Командовал дивизионом минометов реактивной артиллерии — «катюшами». Воевал в Украине, Польше, закончил войну в мае 1945 года в Чехословакии, под Прагой.
Вернувшись с фронта, в 1947 году был направлен на комсомольскую работу. Был ответственным организатором ЦК комсомола Казахстана, секретарём, затем первым секретарём Акмолинского обкома комсомола.
В годы освоения целины (1955—1965) работал председателем райисполкома, первым секретарём райкома партии в Алексеевском, Астраханском и Новочеркасском районах Акмолинской области. Был выдвинут на должность второго секретаря Целиноградского областного комитета КПСС.
С 1970 года — заведующий отделом оргпартработы в ЦК Компартии Казахстана, затем более 13 лет, до выхода на пенсию, работал председателем Комиссии партийного контроля при ЦК Компартии Казахстана.
Делегат шести съездов Компартии Казахстана, депутат Верховного Совета республики четырёх созывов.
Автор книги воспоминаний «О пережитом» (2010).
Скончался 12 января 2018 года в Алма-Ате.

## Награды
- Орден Отечественной войны I степени,
- Орден Отечественной войны II степени,
- Орден Красной Звезды (дважды),
- Орден Славы
- Орден Октябрьской Революции,
- Орден Трудового Красного Знамени (трижды),
- Орден Дружбы народов
- Орден Парасат (2004)
- Медаль «За победу над Германией в Великой Отечественной войне 1941—1945 гг.»,
- Медаль «В ознаменование 100-летия со дня рождения Владимира Ильича Ленина»,
- медаль «За оборону Москвы»,
- медаль «За оборону Кавказа»,
- медаль «За трудовую доблесть»,
- медаль «За освоение целинных земель»,
- юбилейные медали,
- Почётная грамота Верховного Совета Казахской ССР,
- Почётный гражданин Акмолинской области.